# Ambassade de France au Koweït
L'ambassade de France au Koweït est la représentation diplomatique de la République française auprès de l'État du Koweït. Elle est située à Koweït, la capitale du pays, et son ambassadeur est, depuis 2024, Olivier Gauvin.

## Ambassade
L'ambassade est située au 40e étage de la tour Al Hamra, Al Shuhada Street, à Koweït. Elle accueille aussi une section consulaire.

## Ambassadeurs de France au Koweït
| De   | À     | Ambassadeur                            |
| ---- | ----- | -------------------------------------- |
| 1964 | 1968  | Pierre-Louis Falaize                   |
| 1968 | 1975  | Paul Carton                            |
| 1975 | 1979  | José Paoli                             |
| 1979 | 1982  | Pierre Blouin                          |
| 1982 | 1986  | Jean Bressot                           |
| 1986 | 1988  | Marcel Laugel                          |
| 1988 | 1991  | Jean Bellivier                         |
| 1991 | 1992  | Jean Bressot                           |
| 1992 | 1997  | Charles de Bancalis de Maurel d'Aragon |
| 1997 | 1999  | Jean Félix-Paganon                     |
| 1999 | 2002  | Patrice Paoli                          |
| 2002 | 2005  | Claude Losguardi                       |
| 2005 | 2007  | Corinne Breuzé                         |
| 2007 | 2010  | Jean-René Gehan                        |
| 2010 | 2013  | Nada Yafi                              |
| 2013 | 2017  | Christian Nakhlé                       |
| 2017 | 2020  | Marie Masdupuy                         |
| 2020 | 2021  | Anne-Claire Legendre                   |
| 2021 | 2024. | Claire Le Flécher                      |
| 2024 | auj.  | Olivier Gauvin                         |

## Relations diplomatiques
Après avoir reconnu l'indépendance du Koweït le 28 août 1961, la France a dans un premier temps accrédité son ambassadeur au Liban auprès du gouvernement du Koweït, en rattachant l'émirat à la circonscription consulaire de Beyrouth. Le 31 juillet 1968, le premier ambassadeur résident a été nommé.
Lors de l'invasion du Koweït par les troupes irakiennes le 2 août 1990, la France s'est montrée solidaire et, en tant que membre du Conseil de sécurité de l'ONU, a voté l'ensemble des résolutions visant à protéger l'émirat. Au retour de la souveraineté du pays, la France a conclu un accord de défense par lequel elle s'engage à garantir la sécurité du Koweït.

## Consulat

### Communauté française
Au 31 décembre 2016, 1 144 Français sont inscrits sur le registre consulaire au Koweït.
| 2001 | 2002 | 2003 | 2004 |
| ---- | ---- | ---- | ---- |
| 597  | 638  | 661  | 775  |

| 2005 | 2006 | 2007 | 2008 |
| ---- | ---- | ---- | ---- |
| 828  | 926  | 966  | 962  |

| 2009 | 2010 | 2011  | 2012 |
| ---- | ---- | ----- | ---- |
| 943  | 948  | 1 014 | 989  |

| 2013  | 2014  | 2015  | 2016  |
| ----- | ----- | ----- | ----- |
| 1 045 | 1 109 | 1 071 | 1 144 |

### Circonscriptions électorales
Depuis la loi du 22 juillet 2013 réformant la représentation des Français établis hors de France avec la mise en place de conseils consulaires au sein des missions diplomatiques, les ressortissants français d'une circonscription recouvrant une partie de l'Arabie saoudite (circonscription consulaire de Riyad) et le Koweït élisent pour six ans trois conseillers consulaires. Ces derniers ont trois rôles : 
1. ils sont des élus de proximité pour les Français de l'étranger ;
2. ils appartiennent à l'une des quinze circonscriptions qui élisent en leur sein les membres de l'Assemblée des Français de l'étranger ;
3. ils intègrent le collège électoral qui élit les sénateurs représentant les Français établis hors de France.

Pour l'élection à l'Assemblée des Français de l'étranger, le Koweït appartenait jusqu'en 2014 à la circonscription électorale d'Abou Dabi, comprenant aussi l'Arabie saoudite, le Bahreïn, les Émirats arabes unis, Oman, le Qatar et le  Yémen, et désignant deux sièges. Le Koweït appartient désormais à la circonscription électorale « Asie centrale et Moyen-Orient » dont le chef-lieu est Dubaï et qui désigne quatre de ses 23 conseillers consulaires pour siéger parmi les 90 membres de l'Assemblée des Français de l'étranger.
Pour l'élection des députés des Français de l’étranger, le Koweït dépend de la 10e circonscription.